# Luisma Hernández
Luis Manuel Hernández Martín (Buenavista del Norte, Provincia de Santa Cruz de Tenerife, España, 24 de noviembre de 1972), más conocido como Luisma Hernández, es un exfutbolista y entrenador de fútbol español. 

## Trayectoria
Es un entrenador tinerfeño que dirigió desde 2004 a 2006 a la Unión Deportiva Icodense en la Interinsular Preferente de Tenerife.
Más tarde, sería director técnico de la Escuela del FC Barcelona en Tenerife, en la que estuvo trabajando desde 2011 a 2014.
En julio de 2014, firma como entrenador del Al-Yarmouk Kuwait de la Primera División de Kuwait, al que dirige durante dos temporadas.
En la temporada 2016-17, a su regreso de Kuwait, firma por la Unión Deportiva Las Zocas de la Tercera División de España - Grupo XII.
En enero de 2018, firma como analista táctico del Daegu FC de la K League 1 y también ejerce como entrenador de su filial, el Daegu FC Reserves, al que dirige durante dos temporadas.
El 1 de noviembre de 2021, firma por el Metallurg Bekabad de la Primera Liga de Uzbekistán, la segunda división del país uzbeco. Luima dirige al club durante temporada y media, hasta el 1 de abril de 2023 cuando rescinde su contrato con el club uzbeco.

## Clubes
| Club                      | País                     | Año       |
| ------------------------- | ------------------------ | --------- |
| Unión Deportiva Icodense  | Bandera de España        | 2004-2006 |
| Escuela del FC Barcelona  | Bandera de España        | 2011-2014 |
| Al-Yarmouk Kuwait         | Bandera de Kuwait        | 2014-2016 |
| Unión Deportiva Las Zocas | Bandera de España        | 2016-2017 |
| Daegu FC Reserves         | Bandera de Corea del Sur | 2018-2020 |
| Metallurg Bekabad         | Bandera de Uzbekistán    | 2021-2023 |

## Datos de interés
1. Durante la pandemia de coronavirus, Luisma Hernández hizo de informante en Corea del Sur, siendo llamado en múltiples ocasiones por medios informativos para conocer su opinión y la situación en el país asiático además de difundirla por el territorio español.[5][6][7][8]
2. El entrenador escribió un libro guía de cómo entrenar a cualquier equipo en el mundo, el cual publicó en diciembre de 2019.[9][10]